# Лине, Хельга
Хе́льга Лине́ (исп. Helga Liné); настоящее имя Хельга Лина Штерн (нем. Helga Lina Stern; 14 июля 1931, Берлин) — испанская и португальская актриса немецкого происхождения.

## Биография
В детстве Лине с семьёй бежала из Германии в Португалию, где в 1941 году впервые появилась на киноэкранах в фильме Porto de Abrigo. Работала танцовщицей, манекенщицей и выступала в цирке, периодически снимаясь в кино. Карьера в кино пошла вверх после переезда в Мадрид в 1960 году, где Хельга Лине снялась в многочисленных жанровых фильмах, однако получила известность благодаря съёмкам в фильмах ужасов. К 2006 году её послужной список в кино насчитывал более 130 ролей. В зрелые годы работала с Педро Альмодоваром.

## Фильмография
- 1951 Saltimbancos
- 1952 Nazaré
- 1960 Los bucaneros del Caraibe
- 1963 Gli invincibili sette[it]
- 1964 La rivolte dei sette[en]
- 1964 Ercole contro i tiranni di Babilonia[en]
- 1964 Il trionfo dei dieci gladiatori[en]
- 1964 Gli invincibili dieci gladiatori[en]
- 1965 Agente 077 missione Bloody Mary[en]
- 1965 All’ombra di una colt[en]
- 1966 Password: Uccidete agente Gordon[en]
- 1966 Missione speciale Lady Chaplin[en]
- 1966 Cifrato speciale[en]
- 1967 Caccia ai violenti
- 1970 Buon funerale amigos!.. paga Sartana[en]
- 1971 Лук Робина Гуда / L'arciere di fuoco
- 1972 Смерть выходит из могилы / El espanto surge de la tumba
- 1972 Поезд страха / исп. Pánico en el transiberiano
- 1972 Su le mani, cadavere! Sei in arresto[en]
- 1973 Объятия Лорелеи / Las garras de Lorelei
- 1977 Более нормально, менее нормально[2] / Plus ça va, moins ça va[en]
- 1978 Красная загадка[3] / Enigma rosso[en]
- 1979 Пока брак нас не разлучит[4] / исп. La boda del señor cura
- 1980 Las alumnas de Lady Olga
- 1982 Голубой пляж[5] / Playa azul
- 1982 Лабиринт страстей / исп. Laberinto de pasiones
- 1983 Чёрная Венера[6] / La Vénus noire
- 1987 Закон желания / исп. La ley del deseo